# A.S.D. Luco Canistro
Associazione Sportiva Dilettantistica Luco Canistro là một câu lạc bộ bóng đá Ý đến từ Luco dei Marsi, Abruzzo và cũng đại diện cho thị trấn Canistro, Abruzzo.

## Lịch sử
Luco Canistro được thành lập vào năm 1981.
Vào mùa hè năm 2007, câu lạc bộ đã mua bản quyền thể thao để chơi ở Serie D từ Avezzano.
Vào mùa hè 2012, sau khi xuống hạng Eccellenza, câu lạc bộ đã bị giải thể.

## Màu sắc và huy hiệu
Màu sắc của đội là trắng và đỏ.